# 夏濤聲

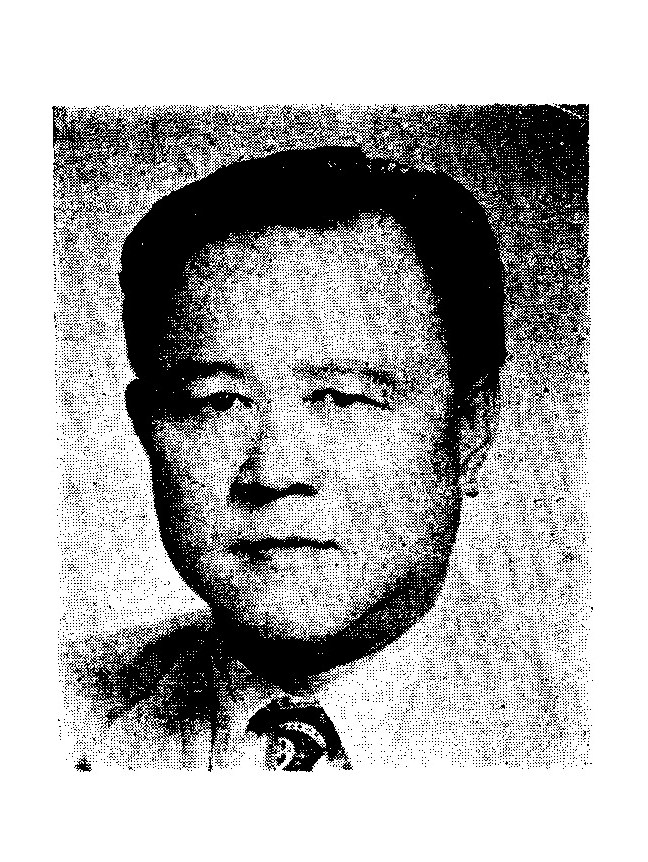
夏濤聲近照

夏涛声（1899年10月14日—1968年8月24日）原名葵如（因方言所误，常被读写作夏揆予、夏揆宇），字子涛，安徽懷寧人，中华民国政治人物，國家主義派。

## 生平

### 学生运动
夏涛声生于1899年10月14日。幼年丧父，受母亲教育。自安庆六邑中学肄业之后，到芜湖的安徽省立第五中学学习，平时成绩优秀，又因积极参与爱国运动，颇受安徽省立第五中学学监、中国共产党早期党员高语罕赏识。在校期间，夏涛声参加秘密的无政府主义团体“安社”。后来，又参加高语罕在1921年5月发起创办的“芜湖学社”，参与主编该学社的半月刊《芜湖》。他还参加了校内外的各种政治运动。
1921年6月2日，安庆“六二”学潮爆发。次日，北京“六三”学潮爆发。6月上旬，他以芜湖学生联合会代表的名义来到上海，联络各界支援“六二”学潮。6月9日晚，他和安庆代表汤志先（安庆法专学生）应邀出席全国学联为声援北京“六三”学潮、安徽“六二”学潮而举办的座谈会，会上他慷慨发言。6月中旬，他回到芜湖后，随即加入以髙语罕为首的芜湖学界请愿团，赴安庆活动。

### 加入青年党
由于热衷政治，夏涛声考入北京大学政治系肄业。在北京大学期间，加入中国青年党，不久便成为该党骨干，担任该党内务部主任、执行委员会委员长、上海市党部执行委员会委员长等职务。1932年，出任中国青年党中央常务委员兼政治部部长，组织义勇军从事抗日活动。他还曾任厦门大学教授。
1937年，陳儀任職福建省主席期間，出任福建省莆田县县长。
《南方三年游击战争史》一书载，1937年8月，中共闽中工委派政治交通员金贯一赴香港。金贯一刚从莆田县启程，便被该县警察局逮捕。中共闽中工委乃于8月12日以“中华人民抗日救国义勇军第7路军第1纵队指挥部”的名义致函莆田县政府，要求无条件释放金贯一，并表示愿意就合作抗日的问题与莆田县政府和平谈判。中共闽中工委派出参谋长杨采衡进入莆田县城与莆田县政府接触。莆田县县长夏涛声同意立即释放金贯一。随后，双方拟定“停止内战，共同抗日”等等谈判原则。同年9月上旬，中共闽中工委书记刘突军亲赴莆田县，与夏涛声商议义勇军的集中地点以及安全等方面问题，并达成了如下协议：义勇军正式改编前，首先在莆田庄边集中，中国国民党方面的驻军及保安队等绝对保证义勇军集中途中以及集中地的安全，义勇军集中地方圆50里之内不得驻其他军队，闽中义勇军在莆田县城关设办事处，以方便联络。

### 台湾活动
1941年，夏涛声任国民政府行政院参事。1943年，中国、美国、英国首脑在开罗发表《开罗宣言》，决定二战之后将台湾归还中華民国。中国政府乃于1944年10月成立“台湾调查委员会”，准备接收台湾。台湾调查委员会有9名委员，陈仪任主任委员，沈仲九、王芸生、錢宗起、周一鶚、夏濤聲為委員。1945年10月13日至1946年4月19日，夏涛声任台湾省行政长官公署秘书处处长，同时兼任宣传委员会主任委员。后来，夏涛声任制宪国民大会代表。1947年3月1日，任国民政府立法院第四届立法委员。1947年，任中国青年党组织部部长，在上海创办《风云杂志》。
赴台湾后，夏涛声递补为行宪第一届立法院立法委员，先后任立法院外交、财政、经济等委员会委员。1950年10月，夏涛声创办半月刊《民主潮》，宣传民主思想。后来，夏涛声与《自由中国》杂志社社长雷震联系密切，参与创办“中国地方自治研究会”。
1960年5月18日，《自由中国》联合中国民主社会党、中国青年党及台湾籍人士共72人，在中国民主社会党总部举行座谈会，声称不论中国国民党当局批准与否，即日起成立“地方选举改进座谈会”，宣布筹组新的反对党“中国民主党”。1960年6月3日，雷震、夏涛声赴《自由中国》发行人胡适的家中，表示要组建新党，胡适虽对党政治体制“大失望”，但认为组织新党“一定没有结果的”，劝雷震、夏涛声放弃。6月26日，“地方选举改进座谈会”在台北举办第一次会议，推举雷震、李万居、夏涛声等17人任“中国民主党筹备会”召集委员。《自由中国》杂志还发表社论，宣布9月底新党正式成立。随后，筹备委员会在台湾各地举办巡回座谈会。
1960年7月，中国国民党控制的《中央日报》、《中华日报》、《台湾新生报》在头版头条同时刊登文章，诬称成立反对党是配合中国共产党“统战”，企图“颠覆政府”。9月4日，蒋介石令台湾警备總司令部以涉嫌叛乱为由，逮捕雷震等人，“中国民主党”由此胎死腹中。10月3日，政府以“掩护匪谍”及《自由中国》杂志发表的言论违反“反共国策”为罪名，判处雷震有期徒刑10年，《自由中国》杂志遭到封杀。
在判处雷震10年有期徒刑后，夏涛声、胡适、李济、成舍我等46位台湾学界及社会名人联合上书蒋介石，要求“体念雷震过去对国家贡献，予以特赦”，被蒋介石拒绝。“雷震案”发生之后，夏涛声停止从事政治活动，辞去《民主潮》发行人之职，在家中养病。
1968年8月24日，夏涛声病逝，享年70岁。

## 著作
- 夏葵如，现代政治思想，北新书局，1930年
- 比尔德（C. A. Beard），美国政党斗争史，自明 译，神州国光社，1933年